# IC 4986
IC 4986 је спирална галаксија у сазвјежђу Телескоп која се налази на листи објеката дубоког неба у Индекс каталогу.
Деклинација објекта је - 55° 2' 9" а ректасцензија 20h 17m 11,4s. Привидна величина (магнитуда) објекта IC 4986 износи 13,6 а фотографска магнитуда 14,2. Налази се на удаљености од 28,883 милиона парсека од Сунца. IC 4986 је још познат и под ознакама ESO 186-26, PGC 64423.